# عريك بيرنغ
عريك بيرنغ (الاسم العلمي Anarhichas orientalis)، نوع من العريك ينتمي إلى فصيلة أسماك الذئب.